# Aeroporto Internacional de Baltimore-Washington Thurgood Marshall
O Aeroporto Internacional de Baltimore-Washington Thurgood Marshall ou Aeroporto Internacional de Baltimore-Washington (em inglês:  Baltimore/Washington International Thurgood Marshall Airport) é um aeroporto internacional no Condado de Anne Arundel, no estado do Maryland, e que serve principalmente à cidade de Baltimore. Ele fica a 14 km do centro de Baltimore.
O aeroporto é um hub secundário da companhia norte-americana Southwest Airlines.

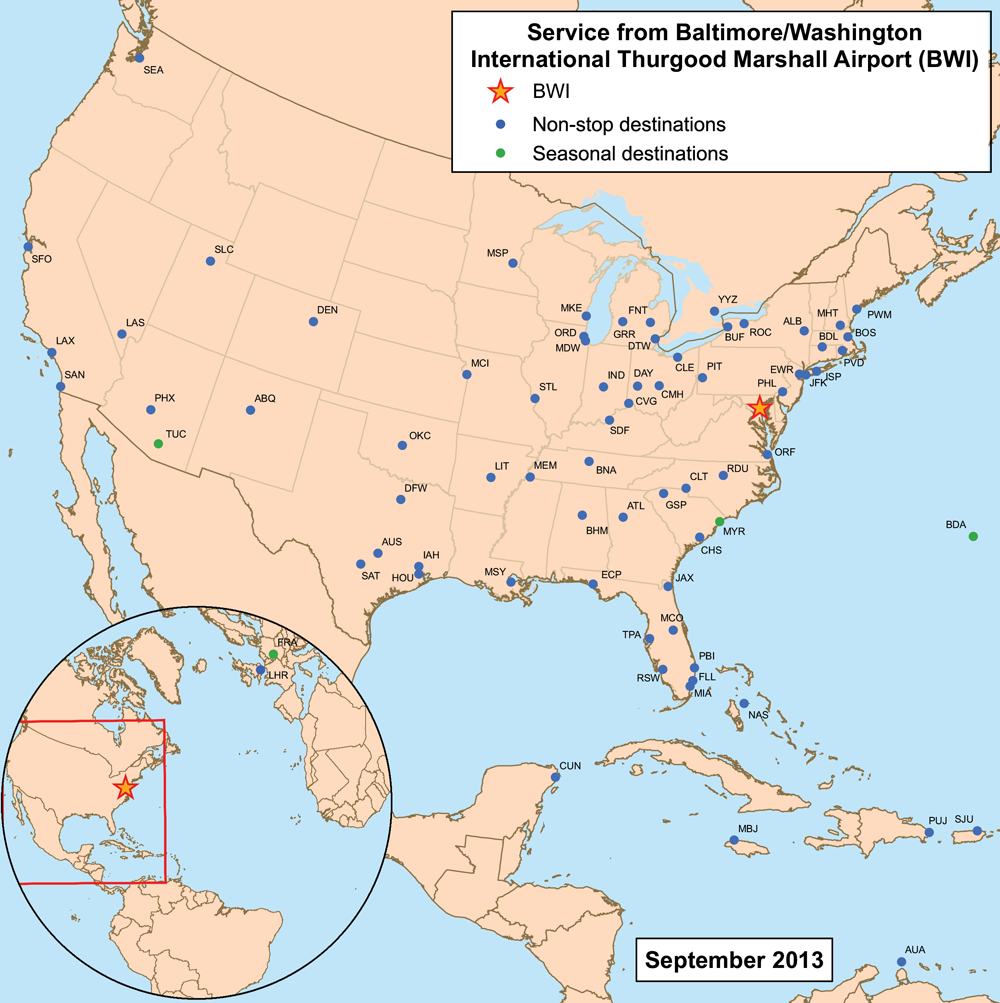
Destinos do Aeroporto

## Companhias Aéreas e Destinos

### Terminal A/B(terminal somente da Southwest Airlines)
- Southwest Airlines Albany, Albuquerque, Austin, Birmingham (AL), Buffalo, Chicago-Midway, Cleveland, Columbus, Denver, Detroit, Fort Lauderdale, Fort Myers, Hartford, Houston-Hobby, Indianapolis, Jackson, Jacksonville, Kansas City, Las Vegas, Little Rock, Long Island/Islip, Los Angeles [termina a 4 de Outubro], Louisville, Manchester (NH), Nashville, Nova Orleans, Norfolk, Oakland [termina a 4 de Outubro], Oklahoma City [começa a 4 de Agosto], Orlando, Phoenix, Pittsburgh, Providence, Raleigh/Durham, St. Louis, Salt Lake City, San Antonio, San Diego, Tampa, West Palm Beach)

### Terminal C
- American Airlines (Dallas/Fort Worth, Miami, San Juan, St. Louis)
- Delta Air Lines (Atlanta, Cincinnati/Northern Kentucky, Salt Lake City)
- Boston-Maine Airways (New Haven)

### Terminal D
- AirTran Airways Atlanta, Boston, Charlotte, Dallas/Fort Worth ], Dayton, Daytona Beach, Fort Lauderdale, Fort Myers, Miami [recomeça a 7 de Novembro], Milwaukee , Orlando, Portland (ME) , Rochester (NY), Sarasota/Brandenton, Seattle/Tacoma , Tampa, West Palm Beach)
- Continental Airlines (Cleveland, Houston-Intercontinental, Newark)
- Midwest Airlines (Milwaukee)
- Northwest Airlines (Detroit, Memphis, Minneapolis/St. Paul)
- United Airlines (Chicago-O'Hare, Denver, Los Angeles, San Francisco)
- US Airways (Charlotte, Orlando, Philadelphia)

### Terminal E
- Air Canada (Toronto-Pearson)
- Air Greenland (Kangerlussuaq)
- Air Jamaica (Montego Bay, Kingston)
- British Airways (Londres-Heathrow)
- Icelandair (Reykjavik-Keflavik)
- North American Airlines (Accra (via Banjul), Banjul)
- USA 3000 (Bermuda, Cancun, La Romana, Punta Cana)